# Episodi di Io e i miei tre figli (sesta stagione)
La sesta stagione della serie televisiva Io e i miei tre figli (My Three Sons) è andata in onda negli Stati Uniti dal 16 settembre 1965 al 28 aprile 1966 sulla CBS.
| nº | Titolo originale                | Prima TV USA      | Titolo italiano | Prima TV Italia |
| -- | ------------------------------- | ----------------- | --------------- | --------------- |
| 1  | The First Marriage              | 16 settembre 1965 |                 |                 |
| 2  | Red Tape Romance                | 23 settembre 1965 |                 |                 |
| 3  | Brother, Ernie                  | 30 settembre 1965 |                 |                 |
| 4  | Robbie and the Chorus Girl      | 14 ottobre 1965   |                 |                 |
| 5  | There's a What in the Attic?    | 21 ottobre 1965   |                 |                 |
| 6  | Office Mother                   | 28 ottobre 1965   |                 |                 |
| 7  | Mary-Lou                        | 4 novembre 1965   |                 |                 |
| 8  | Monsters and Junk Like That     | 11 novembre 1965  |                 |                 |
| 9  | Charley and the Dancing Lesson  | 18 novembre 1965  |                 |                 |
| 10 | My Son, the Ballerina           | 25 novembre 1965  |                 |                 |
| 11 | The Ernie Report                | 2 dicembre 1965   |                 |                 |
| 12 | The Hong Kong Story             | 9 dicembre 1965   |                 |                 |
| 13 | Marriage and Stuff              | 16 dicembre 1965  |                 |                 |
| 14 | Douglas a Go-Go                 | 23 dicembre 1965  |                 |                 |
| 15 | Charley, the Pigeon             | 30 dicembre 1965  |                 |                 |
| 16 | What About Harry?               | 6 gennaio 1966    |                 |                 |
| 17 | From Maggie with Love           | 13 gennaio 1966   |                 |                 |
| 18 | Robbie and the Slave Girl       | 20 gennaio 1966   |                 |                 |
| 19 | Steve and the Huntress          | 27 gennaio 1966   |                 |                 |
| 20 | Robbie, the College Man         | 3 febbraio 1966   |                 |                 |
| 21 | Whatever Happened to Baby Chip? | 10 febbraio 1966  |                 |                 |
| 22 | Robbie and the Little Stranger  | 17 febbraio 1966  |                 |                 |
| 23 | Call Her Max                    | 24 febbraio 1966  |                 |                 |
| 24 | Kid Brother Blues               | 3 marzo 1966      |                 |                 |
| 25 | Robbie's Double Life            | 10 marzo 1966     |                 |                 |
| 26 | Our Boy in Washington           | 17 marzo 1966     |                 |                 |
| 27 | Ernie and That Woman            | 24 marzo 1966     |                 |                 |
| 28 | The State vs. Chip Douglas      | 31 marzo 1966     |                 |                 |
| 29 | A Hunk of Hardware              | 7 aprile 1966     |                 |                 |
| 30 | The Wrong Robbie                | 14 aprile 1966    |                 |                 |
| 31 | The Wheels                      | 21 aprile 1966    |                 |                 |
| 32 | London Memories                 | 28 aprile 1966    |                 |                 |

## The First Marriage
- Prima televisiva: 16 settembre 1965

### Trama
- Guest star: Lawrence Dutchison (detective), Annabelle Garth (Lucy Barlow), Vera Miles (Ernestine Coulter), Meredith MacRae (Sally Ann Morrison Douglas), Barbara Perry (Mrs. Thompson), Jennifer Lea (Marion), Sandy Wirth (Miss Wirth)

## Red Tape Romance
- Prima televisiva: 23 settembre 1965

### Trama
- Guest star: Virginia Gregg (Mrs. Miller), Vera Miles (Ernestine Coulter)

## Brother, Ernie
- Prima televisiva: 30 settembre 1965

### Trama
- Guest star: John Gallaudet (giudice Leland), Virginia Gregg (Miss Miller), Vera Miles (Ernestine Coulter)

## Robbie and the Chorus Girl
- Prima televisiva: 14 ottobre 1965

### Trama
- Guest star: Laurie Mitchell (Gala Girl), Arline Hunter (Beauty), Pamela Austin (Dawn), Joel Donte (Danny), Robin Grace (Wanda), Yale Summers (Phil)

## There's a What in the Attic?
- Prima televisiva: 21 ottobre 1965

### Trama
- Guest star: Ernest Anderson (madre di Sergeant Foley), Jon Silo (Lion tamer), Quintin Sondergaard (poliziotto)

## Office Mother
- Prima televisiva: 28 ottobre 1965

### Trama
- Guest star: Renaud Villedieu (Pierre Carlotte), Mike Durkin (Joey), Joan Blondell (Harriet Blanchard), John Howard (Dave Welch), Barry Brooks (Joe), Andrea Sacino (Laura), Lee Meriwether

## Mary-Lou
- Prima televisiva: 4 novembre 1965

### Trama
- Guest star: Ilana Dowding (Nell June), Morgan Brittany (Audrey), Patty Ann Gerrity (Mary Lou), Janice Kahn (Janice), Rand Brooks (Frank), Jimmy Garrett (Pete Perkins)

## Monsters and Junk Like That
- Prima televisiva: 11 novembre 1965

### Trama
- Guest star: Quintin Sondergaard (poliziotto), Florence Ravenel (donna), Joan Vohs (Mrs. King), William Corcoran (Pete Williams), Wayne Heffley (Harry), Kym Karath (Pammy), Stephen McEveety (ragazzo)

## Charley and the Dancing Lesson
- Prima televisiva: 18 novembre 1965

### Trama
- Guest star: Joanna Moore (Helen Saunders), Lee Meriwether (Phyllis), David Brandon (poliziotto), Gil Lamb (Mr. Franklin), Linda Watkins (Miss Allen)

## My Son, the Ballerina
- Prima televisiva: 25 novembre 1965

### Trama
- Guest star: William Boyett (Coach), Sharon Farrell (Cathy), Jeanette Nolan (Madam Irina)

## The Ernie Report
- Prima televisiva: 2 dicembre 1965

### Trama
- Guest star: Patty McDonald (Linda Lu), Barbara Knudson (Linda Lu), Pauline Drake (Mrs. McGowan), Diane Driscoll (Wanda), Jimmy Garrett (Pete), Bruce Riley (impiegato)

## The Hong Kong Story
- Prima televisiva: 9 dicembre 1965

### Trama
- Guest star: Tommy Lee (Max), Nancy Hsueh (Lo An), Maurice Dallimore (Atherton), Frances Fong (Lucy), Harold Fong (Lin), David Fresco (Tailor), George Takei (Won Tsun)

## Marriage and Stuff
- Prima televisiva: 16 dicembre 1965

### Trama
- Guest star: Dana Dillaway (Mary Jane), Chris Noel (Margie), James Victor (Teddy)

## Douglas a Go-Go
- Prima televisiva: 23 dicembre 1965

### Trama
- Guest star: Dave Welch (John Howard), John Howard (Dave Welch), Ilana Dowding (Kathy), Jean Engstrom (Mrs. Hargrove)

## Charley, the Pigeon
- Prima televisiva: 30 dicembre 1965

### Trama
- Guest star: Quinn O'Hara (Donna), Mary Mitchel (Carol), Tommy Alexander (Bill), Booth Colman (Kramer), John Howard (Dave Welch), Chips Swanson (ragazzo)

## What About Harry?
- Prima televisiva: 6 gennaio 1966

### Trama
- Guest star: Lee Meriwether (Phyllis Allen), Gil Lamb (Mr. Franklin), David Brandon (poliziotto), Linda Watkins (Linda Allen)

## From Maggie with Love
- Prima televisiva: 13 gennaio 1966

### Trama
- Guest star: Lou Krugman (Armand), Hubie Kerns (Chauffeur), Danielle Aubry (Michele), Noel Drayton (Higgins), Jonathan Goldsmith (fotografo), Dana Wynter (Maggie Bellini)

## Robbie and the Slave Girl
- Prima televisiva: 20 gennaio 1966

### Trama
- Guest star: Beulah Quo (Alice Wong), Oaky Miller (Student), Sherry Alberoni (Ruth), Benson Fong (Ray Wong), Hank Jones (Pete), Irene Tsu (Terry)

## Steve and the Huntress
- Prima televisiva: 27 gennaio 1966

### Trama
- Guest star: Terry Moore (Eleanor)

## Robbie, the College Man
- Prima televisiva: 3 febbraio 1966

### Trama
- Guest star: Tim Rooney (Bert), Christopher Riordan (Jeremy), Suzanne Benoit (Jane), Hank Jones (Art), Dorothy Love (Mrs. Harper), Barbara Pepper (Mrs. Brand), Bob Turnbull (Mr. Miller)

## Whatever Happened to Baby Chip?
- Prima televisiva: 10 febbraio 1966

### Trama
- Guest star: Harold Peary (Joe), Jay North (Jeff), Ivan Bonar (dottor Clark), Jerry Davis (Mark), Charles Herbert (Ed), Pitt Herbert (Sid), John Howard (Dave Welch), Michael Rupert (John)

## Robbie and the Little Stranger
- Prima televisiva: 17 febbraio 1966

### Trama
- Guest star: Karen Green (Eileen), Hal Stalmaster (Borden)

## Call Her Max
- Prima televisiva: 24 febbraio 1966

### Trama
- Guest star: Gregg Irving (Rosen), Kipp Hamilton (Maxine), Terry Burnham (Georgie), Seymour Cassel (Coach Gregson), Kaye Elhardt (Katherine), Maura McGiveney (Gladys)

## Kid Brother Blues
- Prima televisiva: 3 marzo 1966

### Trama
- Guest star: Mary Jane Saunders (Charlene), Keva Page (Norma Sue), Elaine Devry (Helen), Susan Gordon (Shelly), Johnny Jensen (J.J. Parkhurst), Donald Losby (Tim), Bill Willis (Howie)

## Robbie's Double Life
- Prima televisiva: 10 marzo 1966

### Trama
- Guest star: Lori Martin (Mary Sue Carver), Vicky Albright (Rebecca)

## Our Boy in Washington
- Prima televisiva: 17 marzo 1966

### Trama
- Guest star: Maurice Marsac (ambasciatore), Billy Holms (messaggero), Tol Avery (Paul), Susan Silo (Janine)

## Ernie and That Woman
- Prima televisiva: 24 marzo 1966

### Trama
- Guest star: Ann Marshall (Ruth), David Foley (Scotty), Tamara Asseyev (Bernardine), Vicki Cos (Melissa), Judy Parker (Francoise)

## The State vs. Chip Douglas
- Prima televisiva: 31 marzo 1966

### Trama
- Guest star: Flip Mark (Fitzgibbons), Mike Lipman (Marvin Opperman), Valerie Ferdin (Betty), Tim Graham (postino), Charles Herbert (Ralph), Jimmy Mathers (Norman)

## A Hunk of Hardware
- Prima televisiva: 7 aprile 1966

### Trama
- Guest star: Jim Henaghan (Larry), Stephen McEveety (ragazzo), Dallas Midgette (ufficiale)

## The Wrong Robbie
- Prima televisiva: 14 aprile 1966

### Trama
- Guest star: Fredd Wayne (dottor Killebrew), Sarah Selby (Dean of Women), Jeanine Cashell (ragazza), Mary Kate Denny (Cynthia), Jim Henaghan (Marv), Eve McVeagh (Clara), Melinda Plowman (Julie), Walter Reed (Dean of Men), Clifford Sales (Letterman), Cissy Wellman (Marcia)

## The Wheels
- Prima televisiva: 21 aprile 1966

### Trama
- Guest star: Sherry Jackson (Linda June Mitchell), David Macklin (Brad)

## London Memories
- Prima televisiva: 28 aprile 1966

### Trama
- Guest star: Nelson Welch (cliente), Richard Peel (Freddy), John Barclay (cliente), Anna Lee (Louise Allen), Nora Marlowe (Mrs. Carsten), Ben Wright (Sir Walter Marsden)